# N-metilhidantoinaza (ATP-hidroliza)
N-metilhidantoinaza (ATP-hidrolizing) (EC 3.5.2.14, -metilhidantoinska amidohidrolaza, metilhidantoinska amidaza, N-metilhidantoinska hidrolaza, N-metilhidantoinaza, N-metilimidazolidin-2,4-dion amidohidrolaza (ATP-hidroliza)) je enzim sa sistematskim imenom N-metilhidantoin amidohidrolaza (ATP-hidroliza). Ovaj enzim katalizuje sledeću hemijsku reakciju
ATP + -metilhidantoin + 2H2O {\displaystyle \rightleftharpoons } ADP + fosfat + N-karbamoilsarkozin

## Literatura
- Nicholas C. Price; Lewis Stevens (1999). Fundamentals of Enzymology: The Cell and Molecular Biology of Catalytic Proteins (Third изд.). USA: Oxford University Press. ISBN 019850229X.
- Eric J. Toone (2006). Advances in Enzymology and Related Areas of Molecular Biology, Protein Evolution (Volume 75 изд.). Wiley-Interscience. ISBN 0471205036.
- Branden C; Tooze J. Introduction to Protein Structure. New York, NY: Garland Publishing. ISBN 0-8153-2305-0.
- Irwin H. Segel. Enzyme Kinetics: Behavior and Analysis of Rapid Equilibrium and Steady-State Enzyme Systems (Book 44 изд.). Wiley Classics Library. ISBN 0471303097.

## Spoljašnje veze
- N-methylhydantoinase+(ATP-hydrolysing) на 